# 中街山列岛
中街山列岛（英語：Middle Street Mountain Island），或东极岛（英語：Dongji Island）是浙江省舟山群岛东部的一组大型列岛，介于岱衢洋（北）和黄大洋（南）之间，从大长涂山以东至两兄弟屿呈东西走向条状排列。中街山列岛为地理名，这是中国有人居住的最东端的边境岛屿，故又名东极岛。大部分隶属于浙江省舟山市普陀区东极镇，镇政府驻地庙子湖岛。

## 岛屿分布
共有大西寨、东寨、菜花、治治、小龟山、小板、黄兴、庙子湖、青浜、西福山、东福山、四姐妹、两兄弟等大小岛屿45个，其中黄兴岛、庙子湖岛、青浜岛、东福山等4个岛屿有常住居民。又有大妹妹、小妹妹等60个明礁、41个干出礁和24个暗礁，陆地总面积约13.60平方公里，东福山海拔324.3米为全列岛最高点。
列岛以小板门水道为界，小板岛、小龟山以西（全部为无人岛礁）隶属岱山县长涂镇，大青山、黄兴岛以东的28个岛屿108个岛礁（含4座有常住居民的岛屿）归属普陀区东极镇。岛屿土层较薄，岸线陡峭无滩涂，离大陆较远，风浪大。周围海域为中街山渔场。2006年国家海洋局(国海环字〔2006〕247号)批准建立国家级中街山列岛海洋特别保护区，并分为一级保护区，二级保护区和开发利用区。

## 人文历史
明清除海禁，居民内迁大陆。康熙、乾隆年间，浙闽渔民迁来定居，乡风习俗随之带入，由于交往频繁，习俗趋似。因迭经患难，互助之风盛传，一家有事，众人相助。渔民常与风浪搏斗，性格豪爽强悍、好客大方，难胞避风岛上，供餐宿，一家有客，全岛接纳。海上遇险必救，遇浮尸必捞，叫“拾元宝”。渔村生死无定，加渔霸、海盗、侵略者抢夺压榨，孕育反抗精神。渔民语声特高，齐声呼和，号子响亮，集群生产，团结凝聚力强。亦有一人肇事，全船参加，船头打群架。旧时贫困，衣着一覆体御寒为主，民国时趋大而短，衣见肘、裤露膝。

### 民国前
- 1073年（北宋熙宁六年）王安石在鄞州任县令，上奏朝廷重置县治。宋神宗在旧翁山县地重置县治，名昌国，历来为浙东海防要地。元代《大德昌国州图志》“意其东控日本，北接登莱，南连瓯闽，西通吴会，实海中之巨障，足以昌壮国势焉。”1387年（明洪武二十年）撤昌国，并入定海县。史载嘉靖年间，定海海防中南哨、游哨东哨等巡防包括了东极诸岛的庙子湖岛、青浜岛。清代海防线继承了明代设置[5]。
- 清初，东极诸岛有常驻居民，为原籍福建的渔民。
- 1840年，英军侵占沈家门，10月签订浙江休战协议，东极诸岛及附近数岛划为英方治地。12月底清政府签订《穿鼻草约》，以香港换取舟山，英军撤离[6]。

### 民国时期
- 东极诸岛多温州、福建、宁波、台州祖籍[7]。
- 1934年（民国二十三年），置东极乡，隶属定海县第二区[8]。
- 1937年（民国二十六年）8月18日，日军侵占东极岛北部泗礁岛，同时封锁东极诸岛及舟山洋面。10月、11月，日军先后有两架航空母舰停泊在东极岛北的岱衢洋海面，多架次飞机从此处起飞轰炸沪杭等地[9]。
- 1939年（民国二十八年），日军全面占领舟山群岛，设立海军基地[9]。日军、伪军时来东极诸岛扫荡，渔民饱受惶恐，抗日国民兵团、游击队也时来时往。1940年（民国二十九年），日军怀疑东极渔民10余人为游击队员，残忍杀害[6]。
- 1942年10月2日，日军满载驻港英军战俘的里斯本丸在东极诸岛海域沉没，英俘逃生遭遇日军野蛮枪击，东极岛岛民以沈品生、赵筱如、许毓蒿等为首援救了384名战俘。10月3日至7日，日军派5艘军舰200余日军登陆东极诸岛，挨家搜索并重新抓获381名战俘。3名战俘被东极岛民于10月9日护送至葫芦岛，并由定海县国民兵团第四大队成功躲避日伪、辗转送至江西[10]、重庆[11]。之后，日军迫使国民兵团第四大队队长王继能投降[6]，后将青浜岛华为“戒严区”。
- 1945年8月，抗战胜利，10月恢复东极乡公所，前乡长陈顺甫复任。1946年12月，沈品生当选乡长[11]。
- 1949年8月，舟山战役东福山守卫战，舟山群岛游击支队北撤，海防大队撤往东福山。9月，国民党海军9艘舰艇抵达东极洋面，双方激战。最终海防大队牺牲20余人、被俘90人[6]。

### 共和国时期
- 1954年10月，设东极区，属普陀县。1992年5月设东极镇[6]。
- 2006年国家海洋局(国海环字〔2006〕247号)批准建立国家级中街山列岛海洋特别保护区[2][3]